# Madagaskar 3
Madagaskar 3 (engelska: Madagascar 3: Europe's Most Wanted) är en animerad film som hade biopremiär i USA den 8 juni 2012, producerad av DreamWorks Animation och distribueras av Paramount Pictures.

## Handling
Efter att han i det senaste äventyret flytt till Afrika, längtar nu lejonet Alex hem till sitt älskade Central Park Zoo i New York. Efter lite övertalning går hans trogna djurparksvänner zebran Marty, flodhästen Gloria och giraffen Melman med på att hjälpa Alex att återvända. Med på resan följer även kung Julien, Maurice, Mort och förstås pingvinerna. Deras livs äventyr tar dem genom Europa där de hittar den perfekta täckmantel, en cirkus, vilken de tillsammans med en rad förtjusande nya vänner vänder upp-och-ned på, i äkta Madagaskar-stil.

## Rollista
- Ben Stiller - Alex[6]
- Chris Rock - Marty[6]
- David Schwimmer - Melman[6]
- Jada Pinkett Smith - Gloria[6]
- Frances McDormand - Chantel DuBois[2]
- Sacha Baron Cohen - Kung Julien XIII[7]
- Cedric the Entertainer - Maurice[7]
- Andy Richter - Mort[7]
- Bryan Cranston - Vitaly[8]
- Jessica Chastain - Gia[8]
- Martin Short - Stefano[8]
- Tom McGrath - Skepparn[9]
- Chris Miller - Kowalski[9]
- John DiMaggio - Rico[9]
- Christopher Knights - Basse[9]
- Conrad Vernon - Mason[2]
- Frank Welker - Sonya
- Paz Vega - Esmeralda/Esperanza/Ernestina
- Vinnie Jones - Freddie
- Steve Jones - Jonesy
- Nick Fletcher - Frankie
- Eric Darnell - Comandante/Zoo-chef/Zoo annonsör
- Danny Jacobs - Croupier/Cirkusdirektören
- Daniel O'Connor - Kasinovakt/New Yorks borgmästare

### Svenska röster
- Joakim Jennefors - Alex
- Anders Lundin - Marty
- Michael Nyqvist - Melman
- Regina Lund - Gloria
- Karin Gidfors - Dubois
- Niclas Wahlgren - Julien
- Bengt Skogholt - Maurice
- Johan Reinholdsson - Mort
- Fredrik Hiller - Vitaly
- Ana Gil de Melo Nascimento - Gia
- Joachim Bergström - Stefano
- Mikael Tornving - Skepparn
- Claes Ljungmark - Kowalski
- Anders Öjebo - Basse
- Christian Fex - Mason